# 障子紙

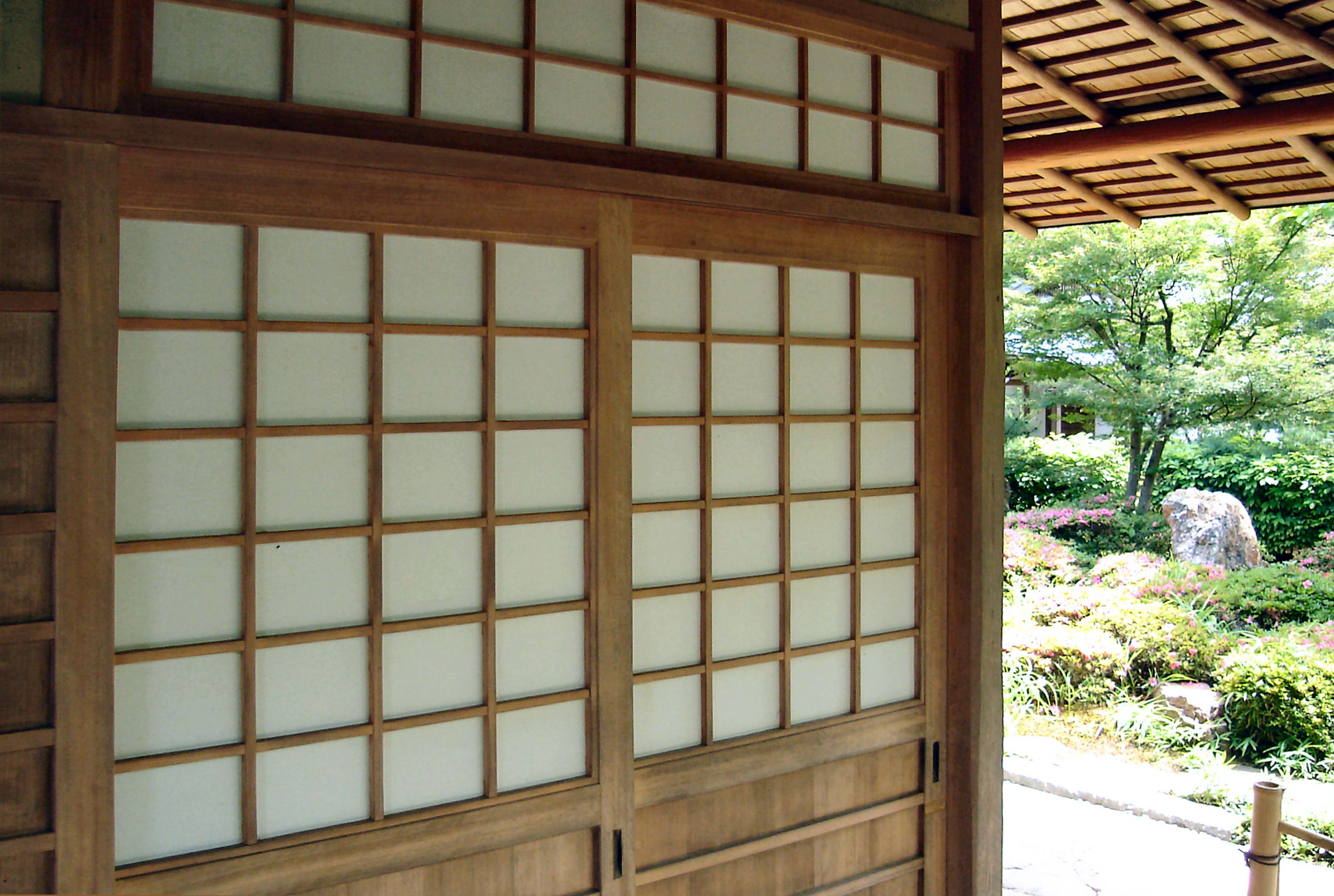
障子

障子紙（しょうじがみ）は家庭用品品質表示法の適用対象とされ雑貨工業品品質表示規程に定めがあり、日本工業規格（JIS S 3102）で形状や寸法などの規格が定められている。

## 美濃雑紙
室内を明るくする採光を目的とした明障子は、透光性のよい薄い紙が良いが、破れにくい粘り強さが必要であり、また価格も安い物が好まれる。このような条件を満たす紙としては、壇紙（だんし）や奉書紙、鳥の子紙などは不適当で、障子紙としては雑紙や中折紙など、文書草案用や包み紙などの雑用の紙を用いた。中でも美濃紙は美濃雑紙と呼ばれて、多用途の紙として最も多く流通していたので、障子紙としても多用され、美濃雑紙が明障子紙の代表として評価されるようになった。

## 書院紙

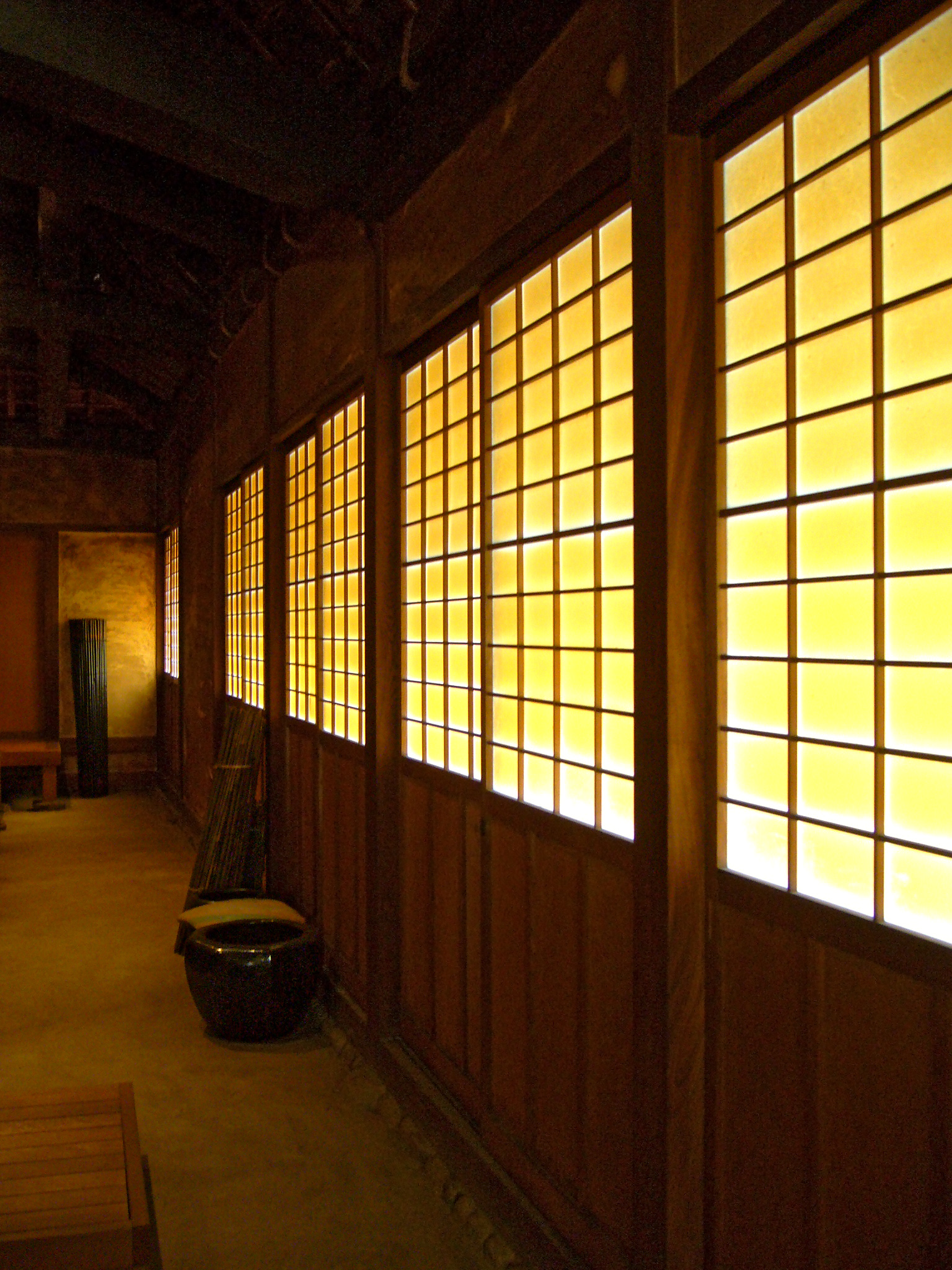
太山寺安養院書院の土間

明障子は書院造様式によって普及し、「書院の明障子」といわれたことから、明障子に貼る紙は、書院紙と呼ばれるようになった。書院造では、障子の格子桟の寸法が地方によって異なるので、書院紙は全国ほとんどの紙郷で漉かれたが、産地周辺で消費され、市場で流通することが少なかった。ごく一部が書院紙として流通したが、『和漢三歳図絵（わかんさんさいずえ）』（寺島良安編 1713年）には、「濃州寺尾より出るものもっとも佳し。防州之に次ぎ、奥州岩城、野州、那須、芸州広島、また之に次ぐ。｣とある。この他に、因幡、甲斐、肥後、土佐、信濃などで産した書院紙が市場で流通した。この中では、美濃国、甲斐、土佐の書院紙が、今日でも障子紙の産地として命脈を保っており、特に甲斐の市川三郷町で造られている市川和紙は全障子紙の40%を供給しており、日本最大の産地となっている。
『新選紙鑑（かみかがみ）』には、書院紙として美濃書院紙・美濃紋書院紙、安芸の諸口紙そして因幡書院紙をあげているが、中折紙、三つ折紙、大判紙なども書院紙として利用された。
明治初期の『諸国紙名録』には多くの紙に障子用として注記しているので、このころでも全国の各地でさまざまな地域の建具寸法に合わせた書院紙が漉かれ続けていたことが分かる。

## 美濃書院紙
『和漢三才図会』には、障子の項で、「濃州寺尾より出るものもっとも佳し。故に呼びて美濃紙と称す。以て書籍を写し 書翰を包み、障子および灯籠を張るのに 之にまさるものなし。」とある。濃州寺尾とは、現在の岐阜県武儀郡武芸川町寺尾である。
『新選紙鑑（かみかがみ）』には幕府ご用の障子紙、すなわち書院紙の漉工として、市右衛門、五右衛門、平八、重兵衛の4人の名をあげている。このほかにも濃州牧谷、洞戸、岩佐、谷口のものも良品としている。美濃書院紙という名は、書院造とともに発展し、明障子に最もふさわしい紙として定着した。
明治初期の『岐阜県史稿』によると、二つ折美濃、三つ折美濃という紙があり、明治九年（1876年）の『米国博覧会（フィラデルフィア万国博覧会）報告書』には、「二ツ折ハ障子二格間（格子間）ヲ貼るニ便シ、三ツ折ハ三格間ヲ併セテ貼ルの料トス。」とある。
書院紙は、障子の格子幅に併せて漉かれたが、障子の格子の幅は各地域でまちまちで規格が統一されていなかつた。たとえば、美濃書院紙の場合、尾張・美濃用は縦寸法が九寸三分、三河用は八寸三分、伊勢用は八寸二分であった。此の各地の格子の幅のまちまちの伝統は、今日でも受け継がれている。

## 模様入りの障子紙
障子紙の中に、紋書院紙と呼ばれる透かし文様が入ったものがある。享保十七年（1732年）刊の三宅也来の『万金産業袋』の美濃国のなかに「紋障子」とあり、元文三年（1738年）刊の伊藤実臣の『美濃明細記』には、武儀川流域で紋透かし紙を漉いていたことが記されている。
また安永六年（1777年）刊の『難波丸項目』に紋美濃そして同年刊の『新選紙鑑（かみかがみ）』のなかの美濃産紙の項に「紋障子」とある。この紋書院紙は、美濃のほか筑後柳川や肥後でも紋書院紙を産し、『諸国紙名録』には、肥後産紋書院紙を「スカシヨシ」と注記している。
美濃紋書院紙では、鹿子（かのこ）・紗綾形・菊唐（から）草・七宝 ・亀甲（きっこう）などの美しい紋様が漉き込まれ、障子以外にも行灯や灯籠などにも用いられた。近年美濃市でつくっている落水紙（美光紙ともいう）には、紋様を入れた紋書院紙風のものもある。
紋書院紙のほかに紋天具（てんぐ）帖というのがある。これは極薄の天具（てんぐ）帖紙に透かし紋様ではなく、胡粉（ごふん）の具などで木版摺（す）りしたもので、のちに型染めで捺染するようになったが、やはり光を透かして美しい紋様を浮かび上がらせて楽しむもので、灯籠などに用いられた。